# 黃太玄
黄太玄（？—？），字天侔，南直隶扬州府泰州民籍，福建兴化府莆田縣人。

## 生平
天啓四年（1624年）甲子科应天乡试举人，天啓五年（1625年）聯捷乙丑科進士，官中书舍人，往陝西同考鄉試，取士高辛胤、田本沛、張表等人，轉戶部主事督餉江北，升廣西左布政使，清慎而勤業。

## 家族
父黄继芳，以子太玄贵封中书舍人。